# Violet (альбом Юрия Наумова)
Violet («Фиолетовый альбом») — альбом Юрия Наумова, вышедший в 1996 году.

## Об альбоме
Записан в октябре 1995 в студии «Фаллбрук», Сан Хосе, Калифорния, США на две кассеты формата ADAT. Первый официальный релиз Юрия. Переиздан с включением 2-х концертных бонус-треков в 2004 году на студии «Выргород».

## Список композиций
1. Песня Последнего Неба — 6:52
2. Та, с Которой Шёл — 6:07
3. Ночной Полёт (часть I) — 3:32
4. Ночной Полёт (часть II) — 7:01
5. Поролоновый Город — 10:09
6. Сюрреалист — 4:41
7. Ещё Один Несчастный День — 7:35

Бонус-треки (включены в переиздание 2004 года):
- Ночной Полёт (часть I) [live]
- Ночной Полёт (часть II) [live]

## Участники записи
- Игорь Абуладзе — бас, электрогитары, клавишные, перкуссия
- Рэй Гил — ударные, перкуссия
- Юрий Наумов — вокал, 9-струнная акустическая гитара
- аранжировки и продюсерская работа: Игорь Абуладзе и Юрий Наумов
- звукозапись: Джерри Ососки
- цифровая обработка: Ларри Летерз
- мастеринг: Гари Спаниола